# 장 뷔로

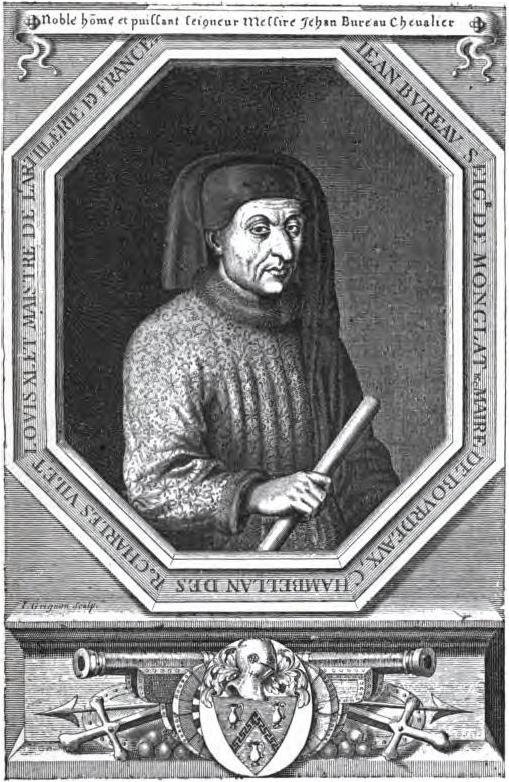
장 뷔로

뷔로의 문장.

장 뷔로(Jean Bureau, 1390년 경 – 1463년)는 백년 전쟁 말년에 주로 활동했던 프랑스의 포병 사령관이다. 그의 형제, 가스파르와 함께 그는 당시 가장 뛰어났던 프랑스 포병 부대를 만들어냈다. 샤를 7세의 포병 최고 사령관으로서, 뷔로는 노르망디 원정 기간 루앙, 아르플뢰르, 옹플뢰르를 점령하는데 그의 포격이 도움을 줬고 포르미니에서 프랑스의 승리에도 영향을 끼치며 효과적인 공성 사령관이라는 평판을 얻었다. 뷔로는 1453년 카스티용에서 프랑스의 결정적인 승리로 이끌었다.

## 어린 시절과 활동
뷔로는 샹파뉴 스무안에서 상인인 시몽 뷔로 (Simon Bureau)와 그의 아나 엘렌(Hélène)의 차남으로 태어났다. 1420년 그는 변호사 일을 위해 파리로 자리를 옮겼다. 그는 베드포드 공작이 파리를 점령한 동안 그랑 샤틀레에서 법률 공직자였다.
"체계적이고 꼼꼼함을 지닌 완벽주의자" 이자 "초창기 화기를 제일의 무기로 만들줄 아는 상상력이 뛰어난 기술자"로 묘사되던 뷔로는 상업적 잠재성을 보고 화기 기술을 배우는걸 좋아했다. 뷔로 형제는 1420년대 말에 조금더 강력한 화약을 만들어낸 제조술의 진보에 도움을 받아 연사속도를 늘린 화기 무기를 만들어낼 수 있었지만, 전장에서 필요로 하지 않았다. 동시에 주물에서의 진보는 폭발 가능성이 적은 강력한 포신을 만드는데 도움을 줬다.
1434년, 뷔로 형제는 샤를 7세에게서 복무 제안을 받아, 그들이 공성 무기 전문가임을 빠르게 주장했다. 장은 "프랑스 궁병대 관리관"으로 임명됐고 가스파르는 "포병 지휘관"으로 임명됐고 1439년에 장은 "프랑스 포병 최고 사령관"이 됐다. 장은 또한 1436년에 "파리의 파산 관재인", 1443년에는 "프랑스의 회계 담당자", 1448년에는 라로셸의 시장이였다.
뷔로의 대포는 몽트로 (1437), 모 (1439년), 생제르맹앙레 (1440년), 퐁투아즈 (1441년) 공성전에서 프랑스군을 도우며 바로 효과가 있었다. 뷔로는 1440년 샤를을 상대로 일어난 프라게리 반란군을 진압하는데 도움을 줬다.

## 후반기 활동
투르 조약이 1449년에 만료되자, 샤를 7세는 프랑스 북부 지역인 노르망디 원정을 감행했다. 뷔로의 포병에서 뿜어낸 포격은 루앙 (1449년 10월), 아르플뢰르 (1449년 12월) , 옹플뢰르 (1450년 1월), 프레누아 (1450년 1월)를 점령하는데 기여했다. 잉글랜드가 점령중인 셰르부르에 대한 지속적인 포격을 하기 위해, 뷔로는 도시의 해변가에 있는 최고 수위선 아래에 대포들을 배치시켜, 만조 때는 부대를 철수시키고 간조 일때는 포격을 하기 위해 복귀시켰다.
1450년 4월 15일에 부르봉 공작이 이끄는 프랑스군이 포르미니 전투가 일어나 적에게 포위된 지역을 구원하기 위해 잉글랜드군과 격돌하였다. 프랑스군은 초기에 잉글랜드 진영으로 돌격을 했지만, 잉글랜드 장궁병들에 의해 물러났다. 그때 뷔로가 두 개의 대포 (후장식 컬버린 같은)를 전진시켜, 잉글랜드 진영에 사격을 하였다. 대포가 잉글랜드의 장궁보다 사거리가 길어진 이후로 사격은 효과적이였으나, 프랑스군이 대포를 보호하는데 실패하며 잉글랜드군은 돌격을 할 수 있었고 그들을 생포해냈다. 기병 증원군이 이후 도착하며 프랑스군 승리에 핵심 역할을 했다.
1451년, 뷔로 형제는 프랑스 남부 지역인 가스코뉴에 대한 프랑스 침공에 참여했고, 6월에 항복한 보르도를 포함한 몇몇 도시들을 탈환하는데 핵심 역할을 했다. 장 뷔로는 1451년 8월 보르도 시장에 임명되나, 새로운 지도자에 대한 가스코뉴인들의 반란이 일어났고 잉글랜드군이 돌아와 침공을 했다. 1452년 10월, 슈루즈베리 백작 존 탤벗 경이 3,000명의 병력을 가지고 보르도를 탈환해냈다. 몇 달이 안되어, 그는 가스코뉴 지방의 대부분의 지배권을 되찾았다.
프랑스군은 1453년 봄 가스코뉴 탈환 작전에 재착수했다. 7,000여명의 병력을 새롭게 이끌게 된 뷔로는 보르도 동쪽에 위치한 카스티용 포위를 하였다. 그는 도시 둘레로 요새화된 야전 방어 시설에 300문의 대포를 배치시켰다. 포르미니에서 대포를 상실한걸 기억하고 있던 뷔로는 대포를 차지하러 오는걸 막기 위해 그의 위치에서 가까운 숲속에 궁병들을 배치시켰다. 탤벗은 7월 17일 구원군을 이끌고 도착하여, 뷔로의 궁병들을 향했다. 프랑스군이 퇴각하고 있다고 믿었던 그는 프랑스군 야영지를 공격했고, 그의 군대는 뷔로의 포격에 학살당했다. 탤벗의 말이 포환에 맞으며 쓰러졌고, 그는 단숨에 프랑스군 궁병에 의해 전사했다.
뷔로는 250문의 대포를 가지고 보르도 포위를 진행했다. 10주 뒤, 보르도는 항복 조건을 요청하기 위해 샤를 7세에게 대표단을 파견했다. 그의 포병에 대한 확신이 있었던 뷔로는 왕에게 "며칠 안에 이 도시를 무너트리는데 제 목숨을 약속할 수 있습니다." 라고 말했고, 이 말을 들은 보르도 대표단은 샤를의 가혹한 조건을 받아 들일 것을 동의하며, 도시의 통제권은 1453년 10월 19일 프랑스에 넘어갔다.

## 이후 생애
전쟁이 끝난 후, 뷔로는 몽글라 (Montglas)의 영주가 됐다. 1461년에는 기사에 임명됐다. 그와 그의 형제는 샤를의 아들이자 후임인 루이 11세가 샤를의 주변 인물들의 대부분을 해고했음에도 조언자로서 계속 활동했다. 뷔로는 1463년에 사망했다.